# Ulica Tadeusza Kościuszki w Starogardzie Gdańskim
Ulica Tadeusza Kościuszki – długa na ponad 1300 metrów ulica w Starogardzie Gdańskim, w dzielnicy Centrum, reprezentacyjna ulica miasta. Ulica została całkowicie wyremontowana w 2016 roku.

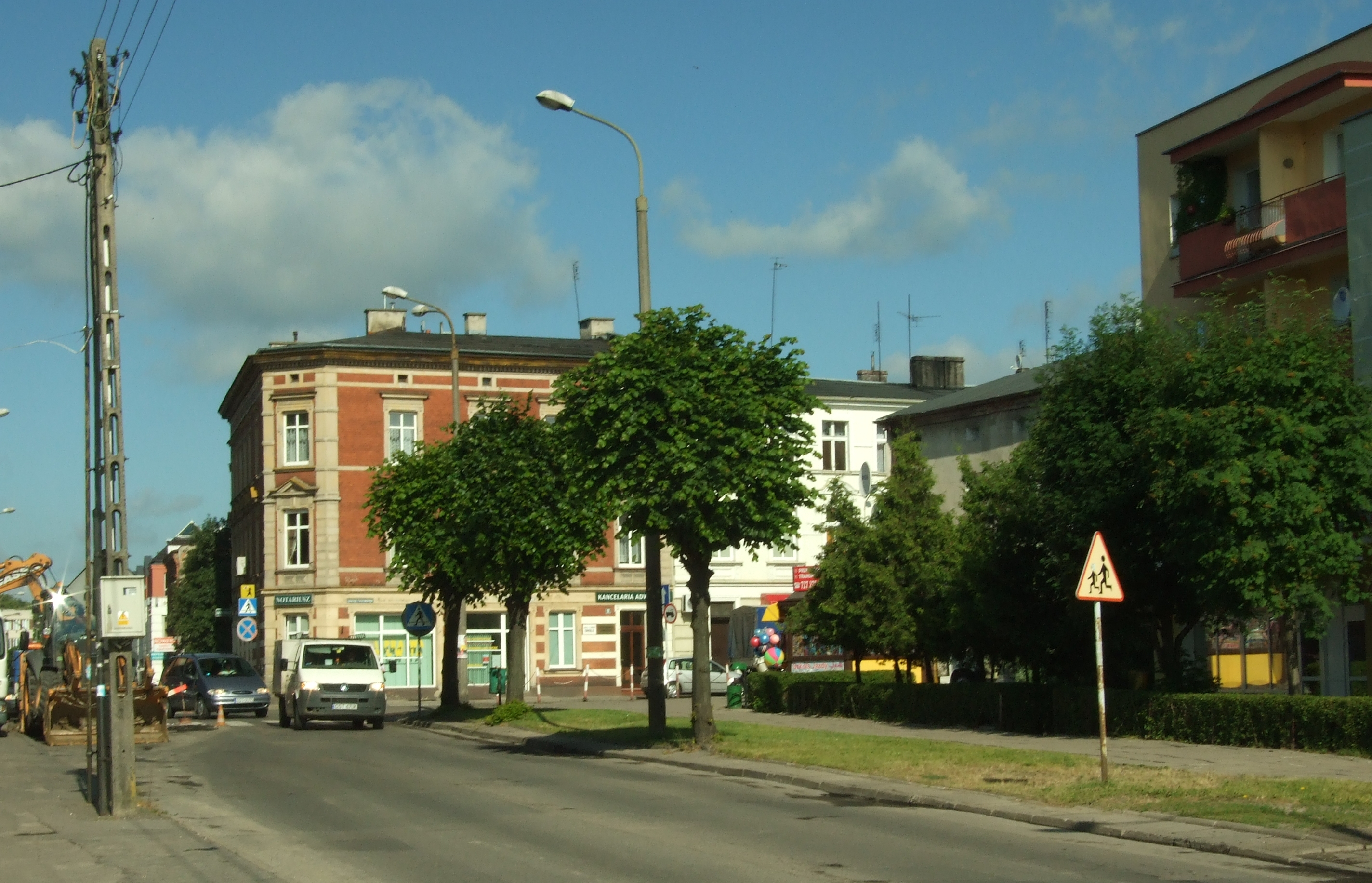
Ulica T. Kościuszki przed remontem

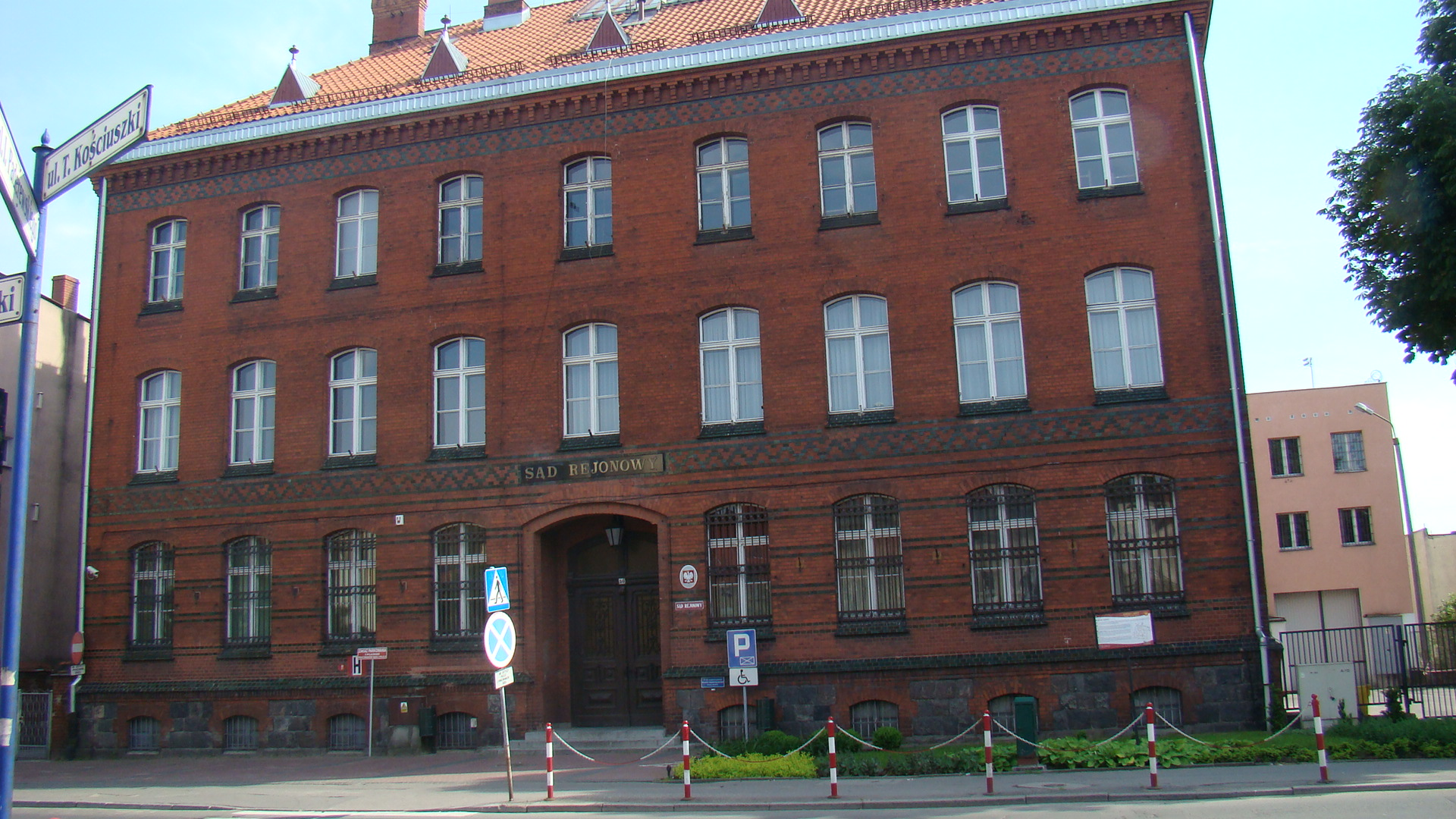
Sąd Rejonowy

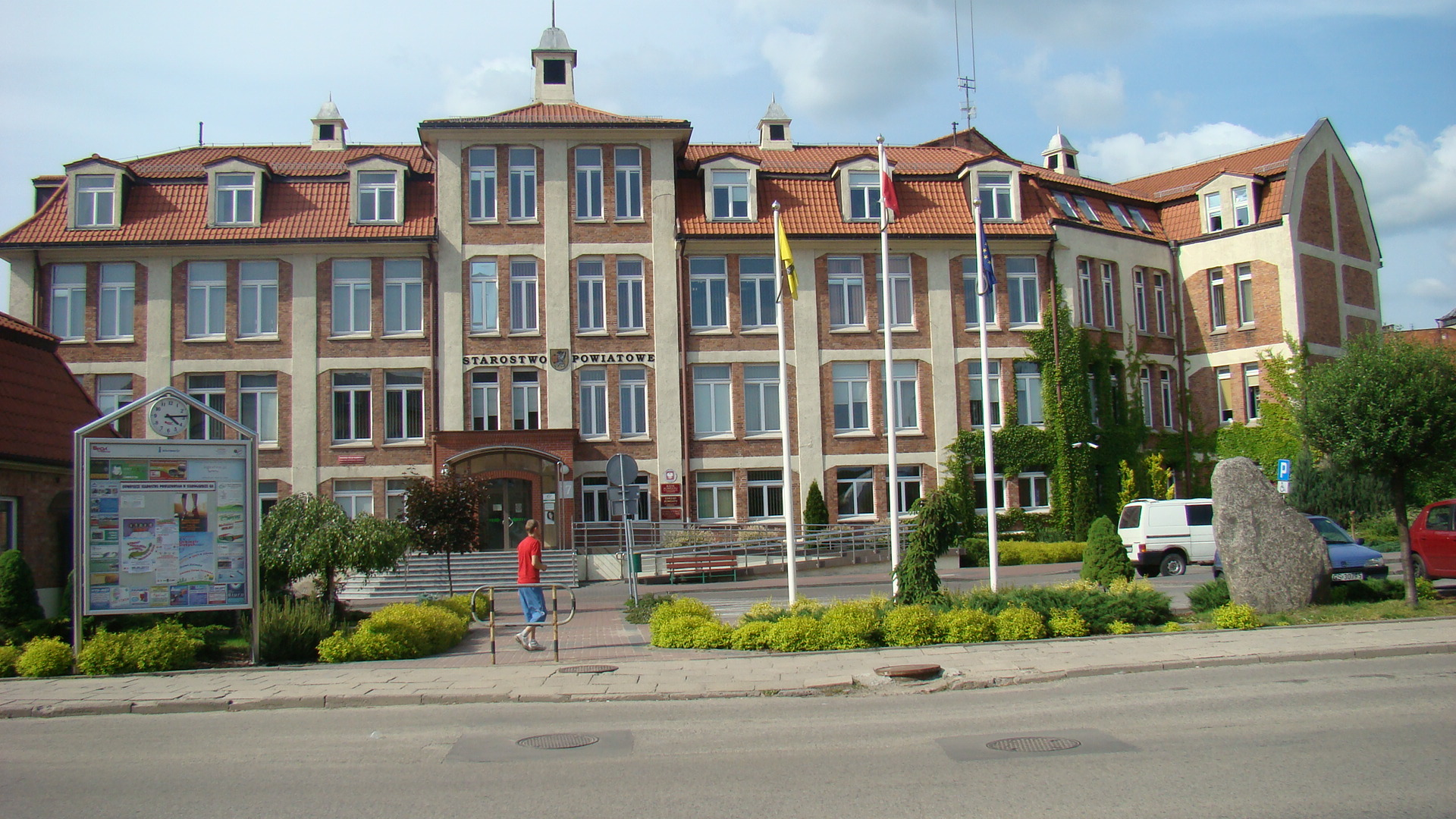
Budynek Starostwa

## Najważniejsze obiekty
- Prokuratura Rejonowa (nr 6)
- Starostwo Powiatowe (nr 17)
- Centrum Handlowe Villa Kociewie (nr 18)
- Państwowa Szkoła Muzyczna I st. im. W. Lutosławskiego (nr 28) – od 1978 jej siedzibą jest stylowa willa z czerwonej cegły z 1888 roku, zbudowana w stylu nawiązującym do manieryzmu gdańskiego[2]
- Sąd Rejonowy (nr 30), zbudowany w końcu XIX wieku[2]; za nim zaplecze więzienne, rozbudowane i powiększone w 1978 roku
- Chrześcijańska Szkoła Podstawowa (nr 114)
- II Liceum Ogólnokształcące im. Ziemi Kociewskiej (nr 131)